# بيكند
بيكند هي مدينة تاريخية قديمة، تبعد 44 كم إلى الشمال الغربي من مدينة بخارى في أوزبكستان

## ما ذكره المؤرخون
قال الطبری
خبر غزو قتيبة بيكند
وفي هذه السنة (سنة سبع وثمانين) غزا قتيبة بيكند.
ذكر الخبر عن غزوته هذه:
ذكر علي بن محمد أن أبا الذيال أخبره عن المهلب بن إياس، عن أبيه، عن حسين بن مجاهد الرازي وهارون بن عيسى، عن يونس ابن أبي إسحاق وغيرهم، أن قتيبة لما صالح نيزك أقام إلى وقت الغزو، ثم غزا في تلك السنة- سنة سبع وثمانين- بيكند، فسار من مرو واتى مرو الروذ، ثم أتى آمل! ثم مضى إلى زم فقطع النهر، وسار إلى بيكند- وهي أدنى مدائن بخارى إلى النهر، يقال لها مدينة التجار على رأس المفازة من بخارى- فلما نزل بعقوتهم استنصروا الصغد، واستمدوا من حولهم، فأتوهم في جمع كثير، وأخذوا بالطريق، فلم ينفذ لقتيبة رسول، ولم يصل إليه رسول، ولم يجر له خبر شهرين، وأبطأ خبره على الحجاج، فأشفق الحجاج على الجند، فأمر الناس بالدعاء لهم في المساجد، وكتب بذلك إلى الأمصار وهم يقتتلون في كل يوم.
فاغدوا على قتال عدوكم، والقوهم بغير ما كنتم تلقونهم به فغدا الناس متأهبين، وأخذوا مصافهم، ومشى قتيبة فحض أهل الرايات.
فكانت بين الناس مشاولة، ثم تزاحفوا والتقوا، وأخذت السيوف مأخذها، وأنزل الله على المسلمين الصبر، فقاتلوهم حتى زالت الشمس، ثم منح الله المسلمين أكتافهم، فانهزموا يريدون المدينة، وأتبعهم المسلمون فشغلوهم عن الدخول فتفرقوا، وركبهم المسلمون قتلا وأسرا كيف شاءوا، واعتصم من دخل المدينة بالمدينة، وهم قليل، فوضع قتيبة الفعلة في أصلها ليهدمها، فسألوه الصلح فصالحهم، واستعمل عليهم رجلا من بني قتيبة.
وارتحل عنهم يريد الرجوع، فلما سار مرحلة أو ثنتين، وكان منهم على خمسة فراسخ نقضوا وكفروا، فقتلوا العامل وأصحابه، وجدعوا آنُفَهم وآذانهم، وبلغ قتيبة فرجع إليهم، وقد تحصنوا، فقاتلهم شهرا، ثم وضع الفعلة في أصل المدينة فعلقوها بالخشب، وهو يريد إذا فرغ من تعليقها أن يحرق الخشب فتنهدم، فسقط الحائط وهم يعلقونه، فقتل أربعين من الفعلة، فطلبوا الصلح، فأبى وقاتلهم، فظفر بهم عنوة، فقتل من كان فيها من المقاتلة.
قال علي: قال أبو الذيال، عن المهلب بن اياس، عن ابيه، والحسن ابن رشيد، عن طفيل بن مرداس، إن قتيبة لما فتح بيكند أصابوا فيها من آنية الذهب والفضة ما لا يحصى، فولى الغنائم والقسم عبد الله بن وألان العدوي أحد بني ملكان- وكان قتيبة يسميه الأمين ابن الأمين- وإياس بن بيهس الباهلي، فأذابا الآنية والأصنام فرفعاه إلى قتيبة، ورفعا إليه خبث ما أذابا، فوهبه لهما، فأعطيا به أربعين ألفا، فأعلماه فرجع فيه وأمرهما أن يذيباه فأذاباه، فخرج منه خمسون ومائة ألف مثقال- أو خمسون ألف مثقال- وأصابوا في بيكند شيئا كثيرا، وصار في أيدي المسلمين من بيكند شيء لم يصيبوا مثله بخراسان ورجع قتيبة إلى مرو، وقوي المسلمون، فاشتروا السلاح والخيل، وجلبت إليهم الدواب، وتنافسوا في حسن الهيئة والعدة، وغالوا بالسلاح حتى بلغ الرمح سبعين، وقال الكميت:
وكان في الخزائن سلاح وآلة من آلة الحرب كثيرة، فكتب قتيبة إلى الحجاج يستأذنه في دفع ذلك السلاح إلى الجند، فأذن له، فأخرجوا ما كان في الخزائن من عدة الحرب وآلة السفر، فقسمه في الناس، فاستعدوا، فلما كان أيام الربيع ندب الناس وقال: إني أغزيكم قبل أن تحتاجوا إلى حمل الزاد، وأنتقلكم قبل أن تحتاجوا إلى الأدفاء، فسار في عدة حسنة من الدواب والسلاح، فأتى آمل، ثم عبر من زم إلى بخارى، فأتى نومشكث- وهي من بخارى- فصالحوه.
قال صاحب حدود العالم
مدينة بها نحو ألف رباط. أرضها خصبة، وفيها القباب التي توضع على المقابر مما يجلب من بخارى إليها.
قال المقدسي
من نحو جيحون على حد الرمال عليها حصن بباب واحد فيه سوق عامر وجامع في محرابه جواهر وتحتها ربض فيه سوق ونحو ألف رباط عامره وخراب ولها فضائل ولجامعها نور.
قال الإدريسي
وهو متوسط الطريق إلى بخارى وهي مدينة متوسطة لها عمارات وسوق قائمة ومزارع وغلات ولها سور حصين ومسجد جامع مزخرف بنيانه وقبلته في تزخرفها وحسنها لا يعلم بناء مثلها وهي مدينة منفردة بذاتها ومن بيكند إلى بخارى مرحلة.
قال ياقوت الحموي
بالكسر، وفتح الكاف، وسكون النون:بلده بين بخارى وجيحون، على مرحله من بخارى، لها ذكر في الفتوح، وكانت بلده كبيره حسنه كثيره العلماء، خربت منذ زمان، قال صاحب كتاب الأقاليم: كل بلده بماوراء النهر لها مزارع وقرى إلا بيكند فإنها وحدها، غير أن بها من الرباطات ما لا أعلم ببلد من البلدان ما وراء النهر أكثر منها، بلغني أن عددها نحو ألف رباط، ولها سور حصين ومسجد جامع قد تنوّق في بنائه وزخرف محرابه، فليس بما وراء النهر محراب مثله ولا أحسن زخرفه منه، وينسب إليها جماعه من الأعيان، منهم: أبو أحمد محمد بن يوسف البيكندي، روى عن أبي أسامه وابن عيينه، روى عنه البخاري، وأبو الفضل أحمد بن عليّ بن عمر السليماني البيكندي، كان من الحفّاظ المكثرين، رحل إلى العراق والشام ومصر، وله أكثر من أربعمائه مصنف صغار، مات سنه 412، وإسماعيل بن حمدويه أبو سعيد البيكندي، قال أبو القاسم: قدم دمشق سنه 229، روى عن أبي عبد الرحمن عبد الله بن يزيد المقري وقبيصه بن عقبه وأبي جابر محمد بن عبد الملك الواسطي وعبد الله بن الزّبير الحميدي ومحمد بن سلّام البيكندي وعبد الله ابن مسلمه القعنبي ومسدّد وأبي نعيم الفضل بن دكين وغيرهم، روى عنه أبو الحسن بن جوصا وأبو الميمون بن راشد البجلي وأبو نعيم عبد الملك بن محمد بن عدي الجرجاني وأحمد بن زكرياء بن يحيى ابن يعقوب المقدسي وغير هؤلاء كثير، قال ابن يونس: مات في سنه 273.
قال أبو الفداء
بيكند: لم يضبط بيكند بالحروف، بل رأيتها بالنقط و الشكل على هذه الصور، قال في اللباب: و بيكند من بلاد ماوراء النهر على مرحلة من بخاری قال ابن حوقل: بلغني أن بها ألف رباط و لها سور حصين ومسجد جامع قد تنوّف في بنائه وزخرفة محرابه، وليس بما وراء النهر محراب أحسن منه وليس لها قرى ولا عمل.
قال عبد المؤمن البغدادي
بالكسر، و فتح الكاف، و سكون النون: بلد بين بخارى وجيحون.
و بيكنده بالهاء: من قرى طبرستان، على طرف باول. وباول نهر كبير بطبرستان
قال العمري
و لبخارى مدن في داخل حائطها وخارجه، فأما داخله فالطواويس ومخلسب ومغركلن وزبيده وحجاره، وهي كلها في داخل الحائط، و كلها ذوات منابر، ومن خارجه بیکند وفریر وكرمنينه وجدمنكن وجزعامكت ومديا مجكث، وجميع المدن التي داخل الحائط متقاربة في القدر والعمارة ولجميعها قهندزات عامرة، وأسواق جادة، وبساتين كثيرة، سيما ما كان ببیکند فإن بها من الرباطات ما ليس ببلدان ما وراء النهر كرباط هوا، وما يقاربه، ويقال أنه كان بها ألف رباط، و لها سور عظيم حصين، و لها مسجد جامع تونق فيه، وفي بنائه، وزخرف محرابه، وليس بما وراء النهر أحسن زخرفة منه.
قال الحمیري
هي أدنى مدن بخارى إلى النهر، ومنها إلى حائط بخارى فرسخان، وهو الحائط المضروب على جميع عمران بخارى، وافتتحها قتيبة بن مسلم سنة سبع و ثمانين، وهو حصن حصين مشبه بالأسوار، و فيها مسجد جامع وبيت نار للمجوس يذكرون أن افريدون بناه، وخارج الحصن سبعمائة رباط.
قال محمد بن علي البروسوي
بیکند بفتح الباء الموحّده و سکون المثنّاه التحتیه وفتح الکاف وسکون النّون ثم دال مهمله فی الآخر، فی اللباب: وهی من بلاد ما وراء النّهر علی مرحله من بخاری، وهی من أوّل الخامس من مدن بخارى وقد خربت. ابن حوقل:
بلغنی أنّ بها ألف رباط، ولها سور حصین ومسجد جامع قد تنّوق فی بنائه وزخرفه محرابه، ولیس بما وراء النّهر محراب أحسن منه، ولیس لها قری ولا عمل. فی القانون: طولها فو ن عرضها لط. فی الأطوال: طولها فز ل عرضها لط.